# Координација
Координација је хармонично функционисање делова целине које даје ефективне резултате. У организационо-менаџерском смислу, координација представља активност управљања појединцима, међузависним организацијама или деловима организације. У социјалном раду се најчешће односи на активности које симултано врши више професионалаца, или организација а које имају заједнички циљ, најчешће добробит клијената и бољи квалитет пружених услуга.